# Contea di Mussomeli
La Contea di Mussomeli (in latino Comitatus Mussumelis; in spagnolo Condado de Mussomeli) fu uno Stato feudale esistito in Sicilia dal 1564 al 1812, di proprietà della famiglia Lanza, il cui territorio corrispondeva all'odierno comune di Mussomeli, in provincia di Caltanissetta.

## Storia
La terra di Castronovo, in territorio di Sutera, nel Val di Mazara, venne per la prima volta infeudata nel 1260 da Enrico dei Conti di Ventimiglia, che la ebbe in concessione dal re Manfredi di Sicilia. Verso il 1307 risultava essere Signore di Castronovo il nobile genovese Corrado Doria, ammiraglio del Regno, che ne ebbe concessione dal re Federico III di Sicilia. Il feudo venne confiscato nel 1356 al nipote Ottobuono Doria, per aver questi parteggiato con gli Angioini. In seguito, Castronovo pervenne nuovamente ai Doria per concessione fatta dal re Ludovico di Sicilia a Corrado II, ammiraglio del Regno.
Nel 1364, la terra di Castronovo fu assegnata dal re Federico IV di Sicilia a Manfredi III Chiaramonte, conte di Modica, che la rinominò Manfrida e vi fondò il castello di Mussomeli. A seguito di una controversia sorta con i Doria, che ne reclamavano il possesso, il Chiaramonte poté ottenere investitura ufficiale del feudo solo molto tempo più tardi, il 4 gennaio 1375. I Chiaramonte persero il possesso del feudo nel 1392, essendo stato confiscato per fellonia dalle regie autorità al conte Andrea Chiaramonte, che in quello stesso anno venne condannato a morte e giustiziato. Il 28 luglio del medesimo anno, per privilegio dato dal re Martino I di Sicilia e dalla consorte la Regina Maria, la signoria su Manfrida e sul castello di Mussomeli fu concessa a Guglielmo Raimondo Moncada Peralta, marchese di Malta e Gozo.
Nel 1397, il Moncada, accusato di fellonia e condannato per questo dalla Regia Gran Corte, ebbe confiscati tutti i suoi beni, e Mussomeli venne assegnata al cavaliere catalano Giacomo di Prades. Il Prades nel 1407 vendette la terra e il castello di Mussomeli per 7.980 fiorini al valenzano Giovanni di Castellar, della cui signoria ne ricevette ufficiale investitura il 2 aprile 1408.  Al Castellar succedette il nipote Giovanni Perapertusa, figlio di una sua sorella, al quale però il possesso gli venne tolto dal re Alfonso d'Aragona per invalidità di titolo. In un primo tempo, il Perapertusa era riuscito a riacquistare il feudo per 29.770 ducati, tuttavia però, non essendo riuscito ad assolvere a tutti gli obblighi tributari che il Sovrano impose per finanziare le sue guerre, nel 1451, fu costretto ad alienarlo in favore di Federico Ventimiglia, signore di Monforte, che pagò tutti i debiti del Perapertusa verso la Regia Corte e verso i privati per 47.425 fiorini, riservandosi il venditore il diritto di riscatto per questa somma. Al Ventimiglia, morto due anni più tardi, succedette il figlio Giovan Giacomo, ancora minorenne, che ne prese investitura il 20 gennaio 1453.
Nel 1465, Pietro Campo, genero del Castellar, acquistò la terra e il castello di Mussomeli, su cui ebbe concesso il titolo di barone per investitura presa il 21 dicembre 1467. La famiglia Campo mantenne il possesso della Baronia di Mussomeli fino al 1548, con Andreotto, il quale per far fronte ai debiti contratti con Cesare Lanza Tornabene, barone di Trabia, fu costretto a cederlo a quest'ultimo, ad eccezione dei feudi Castelmauro, Fontana delle Rose, San Biagio e Zubbio. Il Lanza, investito della baronia nel 1550, molto tempo più tardi, l'11 gennaio 1564, per privilegio dato dal re Filippo II di Spagna, esecutoriato il 27 novembre, per i servigi militari resi all'Imperatore Carlo V suo padre, ebbe concesso il titolo di I conte di Mussomeli.
Il precedente dominio dei Campo si caratterizzò per un significativo sviluppo agricolo ed edilizio del territorio di Mussomeli, mentre con i Lanza, sotto i quali divenne contea, tale sviluppo fu ancora più intenso, e in quel periodo il paese conobbe ancora ricchezza e splendore a tal punto che, non ritenendo più di correre rischio di aggressioni, i nobili si trasferirono in paese e adibirono, nel 1603, il castello a carcere.
La Contea di Mussomeli venne soppressa nel 1812 con l'abolizione del feudalesimo avvenuta nel Regno di Sicilia a seguito della promulgazione della costituzione liberale, concessa dal re Ferdinando III di Borbone in risposta alla rivolta scoppiata nell'isola e all'avanzata napoleonica. Ultimo feudatario fu Giuseppe Lanza Branciforte, il quale ebbe un seggio ereditario alla Camera dei pari del Regno di Sicilia come Principe di Trabia nel 1812-16.

## Cronotassi dei Conti di Mussomeli

### Epoca feudale
- Cesare Lanza Tornabene (1564-1581)
- Ottavio Lanza de Centelles (1581-1603)
- Lorenzo Lanza Orteca (1603-1612)
- Ottavio Lanza Barrese (1612-1658)
- Lorenzo Lanza Lucchese (1658-1660)
- Ottavio Lanza Moncada (1662-1719)
- Ignazio Lanza Reggio (1720-1753)
- Giuseppe Lanza Lanza (1753-1783)
- Ignazio Lanza Stella (1784)
- Pietro Lanza Stella (1784-1811)
- Giuseppe Lanza Branciforte (1811-1812)

### Epoca post-feudale
- Giuseppe Lanza Branciforte (1812-1855)
- Pietro Emanuele Lanza Branciforte (1855)
- Giuseppe Lanza Branciforte Spinelli (1855-1868)
- Pietro Lanza Branciforte Galeotti (1868-1929)
- Ottavio Lanza Branciforte Galeotti (1929-1938)
- Francesco Giuseppe Lanza Branciforte Fardella (1938-1946)